# Nuoto ai campionati mondiali di nuoto 2024 - Staffetta 4x100 metri misti maschile
La gara di nuoto della staffetta 4x100 metri misti maschile dei campionati mondiali di nuoto 2024 è stata disputata il 18 febbraio 2024 presso l'Aspire Dome di Doha. Vi hanno preso parte 22 squadre nazionali.
La competizione è stata vinta dalla squadra statunitense, formata da Hunter Armstrong, Nic Fink, Dare Rose e Matthew King, mentre l'argento e il bronzo sono andati rispettivamente alla squadra olandese, formata da Kai van Westering, Arno Kamminga, Nyls Korstanje e Stan Pijnenburg, e a quella italiana, formata da Michele Lamberti, Nicolò Martinenghi, Gianmarco Sansone e Alessandro Miressi.

## Podio
| Posizione | Nazione     | Atleti |
| --------- | ----------- | --- |
| Oro       | Stati Uniti | Hunter Armstrong Nic Fink Dare Rose Matthew King Jack Aikins* Jake Foster* Shaine Casas* Luke Hobson*         |
| Argento   | Paesi Bassi | Kai van Westering Arno Kamminga Nyls Korstanje Stan Pijnenburg Caspar Corbeau*                                |
| Bronzo    | Italia      | Michele Lamberti Nicolò Martinenghi Gianmarco Sansone Alessandro Miressi Ludovico Viberti* Federico Burdisso* |

* Indica i nuotatori che hanno preso parte solo alle batterie

## Programma
| Data             | Ora (UTC+9) | Turno    |
| ---------------- | ----------- | -------- |
| 18 febbraio 2024 | 10:09       | Batterie |
| 18 febbraio 2024 | 20:37       | Finale   |

## Record
Prima della competizione il record del mondo e il record dei campionati erano i seguenti:
| Record mondiale       | 3'26"78 | Stati Uniti Ryan Murphy (52"31) Michael Andrew (58"49) Caeleb Dressel (49"03) Zachary Apple (46"95) | 1º agosto 2021 Tokyo, Giappone   |
| Record dei campionati | 3'27"20 | Stati Uniti Ryan Murphy (52.04) Nic Fink (58.03) Dare Rose (50.13) Jack Alexy (47.00)               | 30 luglio 2023 Fukuoka, Giappone |